# Al-Ittifaq FC Dammam
L'Al-Ittifaq FC Dammam, de vegades escrit Al-Ettifaq (àrab: نادي الاتفاق السعودي, Nādī al-Ittifāq as-Saʿūdī, ‘Club Saudita de la Concòrdia’), és un club de futbol saudita de la ciutat de Dammam. Fundat l'any 1944, és un dels clubs més antics de l'Aràbia Saudita.

## Palmarès
- Lliga saudita de futbol:[2]
  - 1983, 1987
- Copa del Príncep de la Corona saudita de futbol:[3]
  - 1965
- Copa del Rei saudita de futbol:[3]
  - 1968, 1985
- Copa Federació saudita de futbol:[3]
  - 1991, 2003, 2004
- Lliga de Campions aràbiga de futbol:
  - 1984, 1988
- Copa de Campions del Golf:
  - 1983, 1988, 2006